# Sang Xue
Sang Xue (Tianjin, China, 7 de diciembre de 1984) es una clavadista o saltadora de trampolín china especializada en plataforma de 10 metros, donde consiguió ser campeona mundial en 2001 en los saltos sincronizados.

## Carrera deportiva
En los Juegos Olímpicos de Sídney 2000 ganó el oro en los saltos sincronizados desde la plataforma de 10 metros; y al año siguiente en el Campeonato Mundial de Natación de 2001 celebrado en Fukuoka (Japón) volvió a ganar la medalla de en la misma prueba, con una puntuación de 329 puntos, por delante de las rusas (plata con 306 puntos) y las japonesas (bronce con 297 puntos).